# Thomas Hartl

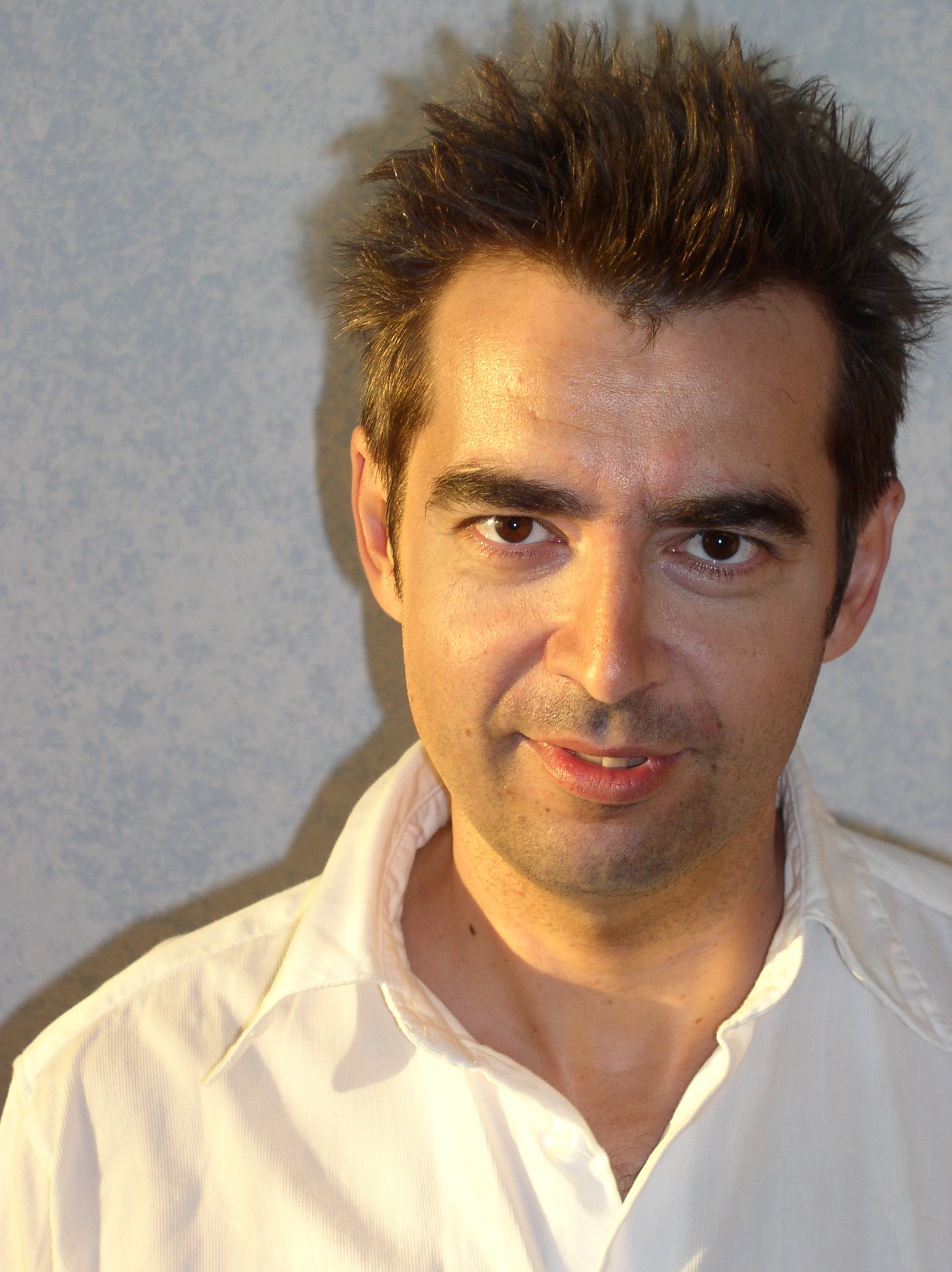
Thomas Hartl

Thomas Hartl (* 1967 in Linz) ist ein österreichischer Journalist und Schriftsteller.

## Biographie
Hartl leistete seinen Zivildienst bei Amnesty International in Linz. Er studierte Rechtswissenschaften an der Universität Linz sowie an der Universität Salzburg, wo er 1998 mit der Dissertation Das Refoulementverbot abseits der Genfer Flüchtlingskonvention promoviert wurde. Sein Gerichtspraktikum machte er am Bezirksgericht in Salzburg und am Landesgericht Salzburg.
Hartl absolvierte die Oberösterreichische Journalistenakademie. Seit dem Jahr 2000 arbeitet er als Schriftsteller und freier Journalist. Er schrieb für verschiedene Magazine, Zeitungen und Onlineportale und ist Autor von Romanen, Sachbüchern und Jugendbüchern. Schwerpunkte liegen in den Themenbereichen Gesundheit, Medizin und Psychologie.
Für sein Buch Geheilt vom Schmerz erhielt er 2010 mit den  Anerkennungspreis beim Pain Award – Österreichischer Journalistenpreis Schmerz für „herausragende Berichterstattung zum Thema chronischer Schmerz“.
Er lebt in Wilhering bei Linz.

## Auszeichnungen
- Sonderpreis beim ARGUS-Medienpreis[6]
- 2010: Pain Award[5]

## Publikationen

### Belletristik
- Die kleine Angst. Roman. Verlag Resistenz, 2007, ISBN 978-3-85285-159-4.
- Brave Mädchen morden nicht. Thriller.Verlag Kehrwasser, 2012, ISBN 978-3-902786-07-4.
- Fauststarker Herzschlag. Roman Verlag Kunstanstifter, 2021, ISBN 978-3-942795-98-2.
- Zudem Beiträge in „Das Deutschbuch“ (Verlag Jugend & Volk); einer Anthologie; dem Projektbuch „Tod: Hintergründe, Perspektiven, Denkanstöße“ (Verlag an der Ruhr)

### Sachbücher
- Das Refoulementverbot abseits der Genfer Flüchtlingskonvention. Zugl. Dissertation, Peter Lang, Frankfurt am Main 1999, ISBN 3-631-35007-4.
- Tipps und Tricks zum Karrierestart. Verlag Österreich, Wien 2001, ISBN 3-7046-1497-1.
- als Mitautor: ADAC Nordic Winter-Fitness. München, 2006.
- mit Reinhard Hofer: Geheilt! Wie Menschen den Krebs besiegten. Überreuter, Wien 2008, 9. Auflage 2015, ISBN 978-3-8000-7286-6.
- mit Hans Morschitzky: Die Angst vor der Krankheit  – verstehen und bewältigen. Verlag Kreuz, Stuttgart 2009, ISBN 9783783131956.
- Geheilt vom Schmerz. Überreuter, 2010, ISBN 978-3-8000-7449-5.
- mit Georg Pfau: Männer. Goldegg Verlag Frühjahr 2011, ISBN 978-3-902729-30-9.
- mit Hans Morschitzky: Raus aus dem Schneckenhaus. Patmos, 2011; 4. Auflage 2019, ISBN 978-3-8436-0025-5.
- mit Hans Morschitzky: Die Angst vor der Krankheit – verstehen und überwinden. Patmos, Stuttgart 2012, 4. Auflage 2019, ISBN 978-3-8436-0153-5.
- Lebe! Diagnose Krebs als Chance zur Veränderung. Ueberreuter 2015, ISBN 978-3-8000-7615-4.
- Raus aus der Angst – rein ins Leben. Verlag Via Nova, 2016, ISBN 978-3-86616-379-9.
- mit Martin Pinsger: Dem Schmerz entkommen So hilft Ihnen die Cannabis-Therapie – Die sanfte Revolution. Goldmann, München 2019, 2. Auflage ISBN 978-3442178094.
- mit Martin Pinsger: Krankheit Schmerz. Verlag Ennsthaler, 2021, ISBN 978-3-7095-0126-9.